# A642 (Griekenland)
De A642 is een autosnelweg in Griekenland. De snelweg verbindt over een afstand van 2 kilometer de A6 met de A64.